# Častkovce
Častkovce je naseljeno mjesto u okrugu Nové Mesto nad Váhom u  Trenčínskom kraju u Slovačkoj.

## Stanovništvo
| Godina:     | 1993. | 2003.   | 2013.    | 2023.    |
| ----------- | ----- | ------- | -------- | -------- |
| Broj ljudi: | 979   | 1015    | 1199     | 1705     |
| Razlika:    |       | +3,67 % | +18,12 % | +42,20 % |

| Godina:     | 2022. | 2023.   |
| ----------- | ----- | ------- |
| Broj ljudi: | 1685  | 1705    |
| Razlika:    |       | +1,18 % |

Prema podacima o broju stanovnika iz 2023. godine naselje je imalo 1705 stanovnika.

## Vanjske poveznice
|  | Zajednički poslužitelj ima još gradiva o temi Častkovce |

- Službena stranica naselja (sl.)